# Médersa El Maghribia
La médersa El Maghribia (arabe : المدرسة المغربية) est l'une des médersas de la médina de Tunis, un monument historique édifié sous le règne des Hafsides.

## Localisation

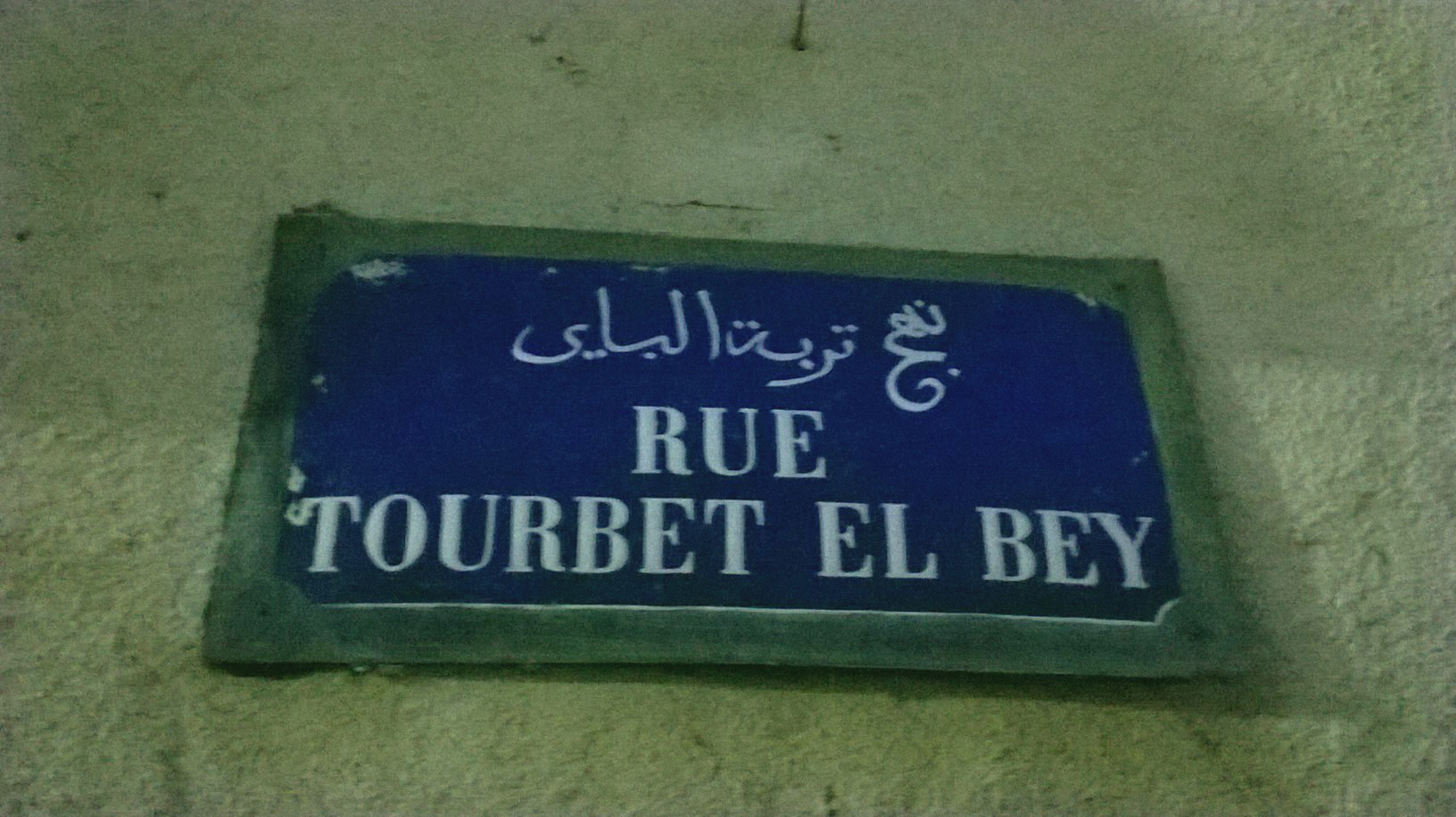
Plaque métallique indiquant la rue Tourbet El Bey.

Le bâtiment se trouve au numéro 44 de la rue Tourbet El Bey, là où se trouvent d'autres édifices du même type : la médersa Al Husseiniya Al Sughra et la médersa Al Husseiniya Al Kubra de la rue Sourdou, la médersa Al Habibia Al Sughra au numéro 3 de la rue Mtihra et la médersa Al Jassoussia au numéro 7 de la rue Bach-Hamba.

## Histoire
La médersa, qui date de l'époque hafside, est construite à l'initiative d'Abou Abdallah Mohamed El Maghrebi, décédé en 1290. Elle est notamment fréquentée par le jeune Ibn Khaldoun.
Au fil du temps, elle perd son rôle d'enseignement en faveur de la Zitouna et se limite au rôle de logement pour ses étudiants. La médersa compte douze chambres mais abrite 32 étudiants de la Zitouna en 1930.